# Leptodactylus ajurauna
Leptodactylus ajurauna är en groddjursart som beskrevs av Berneck, Costa och Mauricio Garcia 2008. Leptodactylus ajurauna ingår i släktet Leptodactylus och familjen tandpaddor. IUCN kategoriserar arten globalt som otillräckligt studerad. Inga underarter finns listade i Catalogue of Life.